# 西坝镇 (金塔县)
西坝乡，是中华人民共和国甘肃省酒泉市金塔县下辖的一个乡镇级行政单位。

## 行政区划
西坝乡下辖以下地区：
西移村、西红村、晨光村、金马村、张家墩村、高桥村、共和村和双雁村。